# 7603 Salopia
7603 Salopia este un asteroid din centura principală de asteroizi.

## Descriere
7603 Salopia este un asteroid din centura principală de asteroizi. A fost descoperit pe 25 iulie 1995 la Church Stretton de Stephen P. Laurie
. Asteroidul prezintă o orbită caracterizată de o semiaxă mare de 2,98 ua, o excentricitate de 0,06 și o înclinație de 9,6° în raport cu ecliptica.